# Wschodni Szczyt Wideł
Wschodni Szczyt Wideł (słow. Východná Vidlová veža, niem. Östliche Gabelspitze, węg. Keleti Villa-csúcs) – szczyt znajdujący się w Grani Wideł, w słowackich Tatrach Wysokich. Od Kieżmarskiego Szczytu na wschodzie oddziela go Kieżmarska Przełęcz, a od Wielkiego Szczytu Wideł na południowym zachodzie – Wyżnia Przełęcz w Widłach.
Wschodni Szczyt Wideł z daleka wygląda na małą, niepozorną turnię. Tymczasem jest jednym z najtrudniej dostępnych szczytów tatrzańskich. Po stronie północno-zachodniej blok szczytowy Wschodniego Szczytu Wideł wyodrębnia się dopiero w górnych partiach ściany Wielkiego Szczytu Wideł, opadającej ku dolnym partiom Miedzianej Kotliny. Z drugiej strony do Cmentarzyska w Dolinie Łomnickiej spadają dwie ściany – południowa i południowo-zachodnia. Tę pierwszą przecinają dwie skalisto-trawiaste półki – Wyżnia i Niżnia Marusarzowa Ławka, łączące rynnę opadającą z Kieżmarskiej Przełęczy z lewą krawędzią ściany, przypominającą charakterem filar. Nieco poniżej Marusarzowych Ławek po lewej stronie ściany położona jest duża Skalana Płaśń.
Szczyt jest doskonale widoczny znad Łomnickiego Stawu i z kolejki na szczyt Łomnicy. Na jego wierzchołek nie prowadzą żadne znakowane szlaki turystyczne, jest dostępny jedynie dla doświadczonych taterników. Wszystkie drogi prowadzące na jego wierzchołek są bardzo trudne (co najmniej IV w skali UIAA). Najdogodniej osiągnąć go granią od Wyżniej Przełęczy w Widłach.

## Historia
Pierwsze wejścia turystyczne:
- Zygmunt Klemensiewicz i Roman Kordys, 1 sierpnia 1906 r. – letnie,
- Gerhard Haffner, Alfred Schmidt i Matthias Nitsch, 20 kwietnia 1935 r. – zimowe[2].

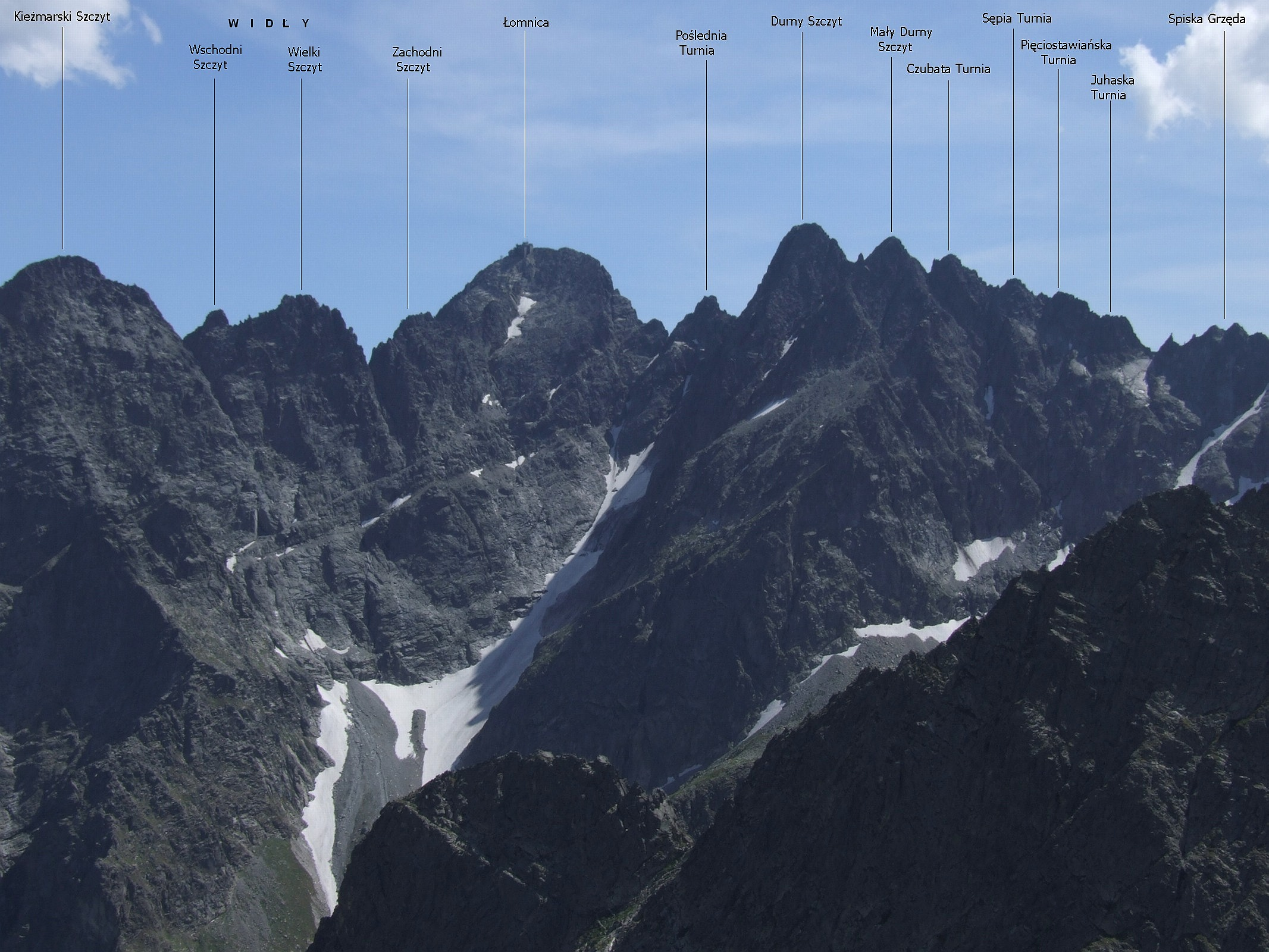
Widły od północy (z Jagnięcego Szczytu)